# Азоло
А́золо (итал. Asolo) — город (коммуна) в итальянской провинции Тревизо области Венето.
Население коммуны, на 01.01.2024 года, составляет 8985 человек, плотность населения — 352,11 чел./км². Коммуна занимает площадь 25,52 км². Почтовый индекс — 31011. Телефонный код — 0423. 
Покровителем коммуны почитается святой Просдоций, день его памяти ежегодно отмечается  7 ноября.

## История
Азоло, известный во времена Плиния как Acelum, был передан венецианцами в 1489 году в распоряжение бывшей кипрской королевы Катерины Корнаро. Её секретарь Пьетро Бембо написал здесь «Азоланские беседы». В 1509 году город разорили войска Камбрейской лиги. Окончательно пришёл в упадок в XVII веке (особенно после разрушительного землетрясения 1695 года).
Благодаря своему холмистому рельефу в конце XIX века Азоло получил известность как одно из самых живописных селений Венето. За обилие панорамных видов Кардуччи назвал его городом тысячи горизонтов. Здесь жили воспевший его поэт Роберт Браунинг, скрипачка Вильма Неруда, актриса Элеонора Дузе, путешественница Фрейя Старк, композитор Джан Франческо Малипьеро. Прах Дузе и Старк покоится на местном кладбище.
Среди достопримечательностей — замок Эццелино да Романо (рубеж XII и XIII веков), резиденция последней королевы Кипра, собор XVIII века с алтарной картиной Лотто и краеведческий музей с экспозицией вещей, принадлежавших Элеоноре Дузе. Городской театр XVIII века был разобран и перевезён в Сарасоту (штат Флорида).

## Администрация коммуны
Главой коммуны является мэр Франко Далла Роза, с 10 июня 2024 года.
Муниципалитет входит в движение «Соглашение мэров».